# Cincinnati Bengals 1988
La stagione 1988 dei Cincinnati Bengals è stata la 19ª della franchigia nella National Football League, la 21ª complessiva. Dopo una deludente stagione 1987, i Bengals ebbero il miglior record della NFL alla pari nel 1988, assicurandosi il vantaggio del fattore campo in tutti i playoff della AFC. Nel divisional round batterono i Seattle Seahawks mentre nella finale di conference i Buffalo Bills, qualificandosi per il Super Bowl XXIII, perso contro i San Francisco 49ers 20–16. La franchigia non avrebbe più fatto ritorno al Super Bowl fino al 2021.

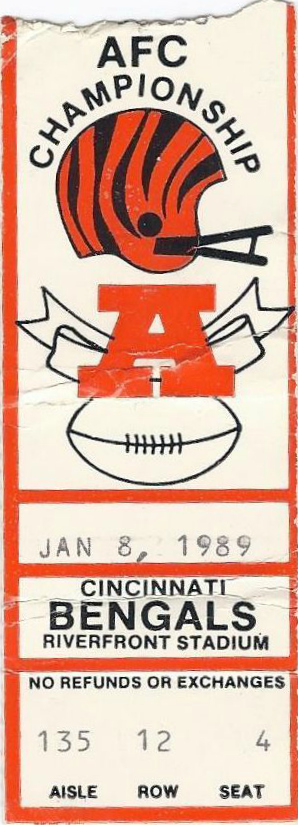
Un biglietto della finale della AFC tra Bengals e Bills

## Roster
| Roster dei Cincinnati Bengals nel 1988 |
| --- |
| Quarterback - 7 Boomer Esiason - 12 Mike Norseth - 15 Turk Schonert Running Back - 21 James Brooks - 36 Stanford Jennings KR - 23 Marc Logan - 32 Stanley Wilson - 31 Ickey Woods FB Wide Receiver - 81 Eddie Brown - 80 Cris Collinsworth - 89 Ira Hillary KR/PR - 85 Tim McGee - 86 Carl Parker Tight End - 82 Rodney Holman - 87 Jim Riggs Offensive Linemen - 74 Brian Blados G - 67 David Douglas T - 64 Bruce Kozerski G - 65 Max Montoya G - 78 Anthony Muñoz T - 75 Bruce Reimers G - 77 Jim Rourke G - 60 Dave Smith T - 63 Joe Walter T Defensive Linemen - 99 Jason Buck DE - 98 David Grant NT - 69 Tim Krumrie NT - 96 Curtis Maxey NT - 72 Skip McClendon DE - 70 Jim Skow DE Linebacker - 53 Leo Barker ILB - 55 Ed Brady ILB - 92 Tim Inglis ILB - 58 Joe Kelly ILB - 90 Emanuel King OLB - 51 Leon White OLB - 57 Reggie Williams OLB - 91 Carl Zander ILB Defensive Back - 24 Lewis Billups CB - 27 Barney Bussey S - 29 Rickey Dixon CB - 33 David Fulcher SS - 20 Ray Horton CB - 25 Daryl Smith CB - 22 Eric Thomas CB - 41 Solomon Wilcots FS Special Team - 3 Jim Breech K - 17 Scott Fulhage P - 11 Lee Johnson P Lista delle riserve - 35 Chris Barber S (IR) - 34 Ellis Dillahunt S (IR) - 73 Eddie Edwards DE (IR) - 71 Mike Hammerstein DE (PUP) - 40 John Holifield RB (IR) - 68 Paul Jetton C (IR) - 84 Eric Kattus TE (IR) - 88 Mike Martin WR/PR (IR) - 94 Rich Romer LB (IR) - 59 Kevin Walker LB (IR) |
| Legenda - I rookie sono in corsivo. - Il primo ruolo è il principale mentre gli eventuali successivi indicano i ruoli secondari. - (IR) sta per Injured Reserve ed indica la lista ristretta per un solo giocatore infortunato che può tornare ad allenarsi dopo la settimana 6 e a rientrare in prima squadra dopo che questa ha giocato 8 partite. - (NF-Inj.) / (NF-Ill.) stanno rispettivamente per Non-Football Injured e Non-Football Illness ed indicano le liste dove viene inserito un giocatore che ha un infortunio o una malattia non dipendente dal football americano. - (PUP) sta per Physically Unable to Perform ed indica la lista dove viene inserito un giocatore mentre è in attesa di recuperare la condizione fisica. Nella stagione regolare dopo la sesta partita giocata dalla propria squadra, il giocatore ha tempo tre settimane per riprendere ad allenarsi, più tre settimane aggiuntive dal suo rientro agli allenamenti per rientrare in prima squadra. |

## Calendario
| Stagione regolare |              |                         |               |        |                               |       |
| Turno             | Data         | Avversario              | Risultato     | Record | Pubblico                      |       |
| 1                 | 4 settembre  | Phoenix Cardinals       | V 21–14       | 1–0    | Riverfront Stadium            | Recap |
| 2                 | 11 settembre | at Philadelphia Eagles  | V 28–24       | 2–0    | Veterans Stadium              | Recap |
| 3                 | 18 settembre | at Pittsburgh Steelers  | V 17–12       | 3–0    | Three Rivers Stadium          | Recap |
| 4                 | 25 settembre | Cleveland Browns        | V 24–17       | 4–0    | Riverfront Stadium            | Recap |
| 5                 | 2 ottobre    | at Los Angeles Raiders  | V 45–21       | 5–0    | Los Angeles Memorial Coliseum | Recap |
| 6                 | 9 ottobre    | New York Jets           | V 36–19       | 6–0    | Riverfront Stadium            | Recap |
| 7                 | 16 ottobre   | at New England Patriots | S 21–27       | 6–1    | Sullivan Stadium              | Recap |
| 8                 | 23 ottobre   | Houston Oilers          | V 44–21       | 7–1    | Riverfront Stadium            | Recap |
| 9                 | 30 ottobre   | at Cleveland Browns     | S 16–23       | 7–2    | Cleveland Stadium             | Recap |
| 10                | 6 novembre   | Pittsburgh Steelers     | V 42–7        | 8–2    | Riverfront Stadium            | Recap |
| 11                | 13 novembre  | at Kansas City Chiefs   | S 28–31       | 8–3    | Arrowhead Stadium             | Recap |
| 12                | 20 novembre  | at Dallas Cowboys       | V 38–24       | 9–3    | Texas Stadium                 | Recap |
| 13                | 27 novembre  | Buffalo Bills           | V 35–21       | 10–3   | Riverfront Stadium            | Recap |
| 14                | 4 dicembre   | San Diego Chargers      | V 27–10       | 11–3   | Riverfront Stadium            | Recap |
| 15                | 11 dicembre  | at Houston Oilers       | S 6–41        | 11–4   | Astrodome                     | Recap |
| 16                | 17 dicembre  | Washington Redskins     | V 20–17 (dts) | 12–4   | Riverfront Stadium            | Recap |

Note
- Gli avversari della propria division sono in grassetto.

## Classifiche
| AFC Central Division  |    |    |   |      |     |      |     |     |     |
|                       | V  | S  | P | %    | DIV | CONF | PF  | PS  | STR |
| Cincinnati Bengals(1) | 12 | 4  | 0 | .750 | 4–2 | 8–4  | 448 | 329 | V1  |
| Cleveland Browns(4)   | 10 | 6  | 0 | .625 | 4–2 | 6–6  | 304 | 288 | V1  |
| Houston Oilers(5)     | 10 | 6  | 0 | .625 | 3–3 | 7–5  | 424 | 365 | S1  |
| Pittsburgh Steelers   | 5  | 11 | 0 | .313 | 1–5 | 4–8  | 336 | 421 | V1  |